# Baba (mythologie égyptienne)
Pour les articles homonymes, voir Baba et Babi.
Dans la mythologie égyptienne, Baba (Babi ou Bebon) est un génie de la fertilité représenté par un singe ou un chien roux.

## Caractéristiques
C'est une divinité peu recommandable du fait de sa suractivité sexuelle, de plus il est voleur et menteur, et n'hésite pas à se moquer de Rê et à se disputer avec Thot. Il doit par conséquent combattre le serpent Apophis qui veut faire échouer la barque solaire de Rê afin d'éviter que le soleil ne se lève à nouveau. Le dieu Babi « dieu de la force virile », dans une de ses tâches divines mineures, doit protéger la barque solaire du dieu Rê, et son caractère est celui du dieu Seth, colérique et imprévisible.